# Дієвас
Дієвас (Діевс, Дієв, Дейвс, лит. dievas, латис. dievs, латг. dīvs, прусськ. deiws) — головне божество в балтійській міфології. 

## Етимологія
У сучасних литовській та латиській мовах це слово може стосуватися будь-якого божества (язичницького, християнського, вигаданого тощо). Воно також використовується для опису Бога, як його розуміють сьогодні основні світові релігії. 
В англійській мові Dievas може використовуватися як слово на позначення Бога або верховного бога.  
У дохристиянській релігії балтів Dievas розуміли як верховну істоту світу.  
Раніше Дієвас просто позначав осяяний сонцем купол неба, як і в інших індоєвропейських міфологіях. Небесний аспект все ще помітний у таких фразах, як Saule noiet dievā, з латвійських народних пісень. Наприклад, в індуїзмі група небесних божеств називається девами, що є результатом спільного протоіндоєвропейського коріння. 

## Образ
Дієвас зазвичай представлявся пасивним божеством, яке безпосередньо не впливало на долі людей. 
Дієвас мав двох синів або, у більш давній формі міфів — сина та доньку. У латиських народних піснях збереглися мотиви та символізм, які пов'язують дітей Дієваса з близнюками, яких обожнюють в інших традиціях. 